# 皮膚骨腫
皮膚骨腫（osteoma cutis、POH, 皮膚骨腫）は、皮膚疾患の一種であり、骨を形成する骨芽細胞が中心に、破骨細胞が周辺部に位置する様な結節を皮膚の網状層に形成する良性疾患である。原発性および続発性に分類され、続発性はより一般的である。原発性皮膚骨腫の特徴は皮膚中に骨が存在しながら既存の他の病変がない事である :529。続発性皮膚骨腫は多くの場合、炎症や感染と腫瘍に関連している。 

## 症状と徴候
皮膚病変の大きさや数は多様である。症状なく1つの病変が出現する場合もあれば、他に多くの病変が出現する場合もある。病変の大きさは0.1から5.0cm程度の範囲である。

## 病態
皮膚骨腫の発生の機序は明らかではないが、最も可能性の高い仮説は線維芽細胞の化生である。骨形成を制御する遺伝子が変化すると、線維芽細胞は骨芽細胞に化生する。